# Aechmea roberto-anselmoi
Aechmea roberto-anselmoi là một loài thực vật có hoa trong họ Bromeliaceae. Loài này được E.Pereira & Leme mô tả khoa học đầu tiên năm 1985.